# 34.º Prêmio Jabuti
O 34º Prêmio Jabuti foi realizado em 1992, premiando obras literárias referentes a lançamentos de 1991.

## Prêmios
Os premiados foram:
- Chico Buarque de Holanda - Estorvo, Romance
- Carlito Azevedo, Poesia
- João José Reis, Estudos literários - ensaios
- Ivo Barroso, Tradução de obra literária
- Stella Carr, Literatura juvenil
- Samia M. Tauk/Nivar Gobbi/Haroldo G. Fowler (organizadores), Ciências naturais
- Graça Lima, Ilustrações
- Vinícius de Moraes, Melhor produção editorial - obra coleção
- Alexandre Martins Fontes, Capista

## Ver Também
- Prêmio Prometheus
- Os 100 livros Que mais Influenciaram a Humanidade
- Nobel de Literatura